# El mozo de mulas
El mozo de mulas es una ópera, una comedia lírica en tres actos compuesta por Antonio José Martínez Palacios, conocido como Antonio José, completada por Alejandro Yagüe Llorente sobre un libreto de Manuel Fernández Núñez y Lope Mateo. Tras diversas interpretaciones parciales, la primera del Preludio y la  Danza Popular por la Orquesta Sinfónica de Madrid el 11 de noviembre de 1934, fue estrenada, de forma completa en el Auditorio Rafael Frübek de Burgos, España, el 12 de noviembre de 2017. No obstante, fue una interpretación en concierto, no una representación operística.

## Historia

### Creación
Antonio José inició la composición de El mozo de mulas en 1927, durante su estancia en Málaga, donde fue maestro en el colegio San Estanislao del barrio de El Palo. Se da la circunstancia de que en el folklore burgalés hay una tonada que comienza con ¿Dónde vas a dar agua, mozo de mulas? Si bien inicialmente el libreto era de cinco actos, finalmente se redujo a tres. A su regreso a Burgos, en 1929, ya tenía completa la reducción a piano, mientras que la orquestación había sido parcialmente redactada. En 1930 completó la orquestación del tercer acto. Sin embargo, a partir de ese año, debido a problemas personales y a otras actividades como la dirección del Orfeón Burgalés, el avance en los trabajos se ralentizó.
El 11 de noviembre de 1934 se estrenaron dos fragmentos, el Preludio y la Danza Popular del acto segundo en el Teatro Monumental de Madrid, con muy buena acogida por la crítica musical.
El encarcelamiento y fusilamiento del compositor en 1936 por el bando franquista impidió completar la obra. A la muerte del compositor, quedaba por realizar la orquestación de la segunda mitad del Segundo Acto. En 1986 Alejandro Yagüe recibió el encargo de completar la obra, tarea que concluyó en 1992.

### Estrenos
| Fecha                    | Fragmento                                                       | Lugar                                                   | Orquesta                     | Dirección                 |
| 11 de noviembre de 1934  | Preludio y Danza Popular                                        | Teatro Monumental de Madrid                             | Orquesta Sinfónica de Madrid | Enrique Fernández Arbós   |
| 19 de septiembre de 2012 | Segunda parte del acto segundo (orquestado por Alejandro Yagüe) | Auditorio del Fórum Evolución                           |                              | Rafael Frühbeck de Burgos |
| 12 de noviembre de 2017  | Obra completa                                                   | Auditorio Rafael Frühbeck de Burgos del Fórum Evolución | Orquesta Sinfónica de Burgos | Javier Castro Villamor    |

El 12 de noviembre de 2017 se interpretó por primera vez de forma completa la obra. En este estreno participó la Orquesta Sinfónica de Burgos, dirigida por Javier Castro Villamor, el Coro de la Federación Coral de Burgos, dirigido por Juan Gabriel Martínez Marín, y la Rondalla de Profesores de Burgos. Este estreno en versión concierto fue organizado por el Instituto Municipal de Cultura del Ayuntamiento de Burgos, la Obra Social La Caixa y la Fundación Caja de Burgos. De su grabación en directo se editaron dos discos.

## Personajes
| Personaje                               | Tesitura     | Intérprete en el estreno del 12 de noviembre de 2017 |
| Don Luis de Vargas                      | Tenor        | Francisco Corujo                                     |
| Doña Clara                              | Soprano      | Alicia Amo                                           |
| Chacona                                 | Mezzosoprano | Raquel Rodríguez                                     |
| Don Juan, el Oídor, padre de Doña Clara | Barítono     | Thomas Le Colleter                                   |
| Alcalde                                 | Barítono     | Thomas Le Colleter                                   |
| Antón Pintado                           | Barítono     | Thomas Le Colleter                                   |
| Mari Blanca                             | Soprano      | Sandra Redondo                                       |
| Dueña                                   | Soprano      | Sandra Redondo                                       |
| Hermana                                 | Soprano      | Sandra Redondo                                       |
| Abadesa                                 | Soprano      | Sandra Redondo                                       |
| Estudiante                              | Tenor        | Adolfo Muñoz                                         |
| Criado I                                | Tenor        | Adolfo Muñoz                                         |
| Don Álvaro de Vargas, padre de don Luis | Barítono     | Javier Hortigüela                                    |
| Escarramán                              | Barítono     | Javier Hortigüela                                    |
| Criado II                               | Barítono     | Javier Hortigüela                                    |
| Inquisidor                              | Barítono     | Javier Hortigüela                                    |
| Ventero                                 | Tenor        | Alejandro Gago                                       |
| Pícaro                                  | Tenor        | Alejandro Gago                                       |

## Argumento

### Acto primero
(En la plaza de un pueblo de La Mancha, donde están las casas del Oídor y de don Álvaro. Entre el Preludio y la subida del telón, una rondalla toca un madrigal).
Don Luis se lamenta del amor no correspondido por doña Clara. La dueña de Doña Clara arroja un billete que recoge don Luis. Doña Clara sale al balcón. Conscientes de que sus padres no aprueban su relación, Doña Clara le hace saber que partirá con su padre a Andalucía y que se hospedarán en una venta. Le propone a don Luis que vaya tras ella disfrazado. Vuestros pasos seguiré, y con arte fingiré, que soy un mozo de mulas.
La dueña avisa a doña Clara de que su padre está cerca. Los enamorados se despiden. Don Luis es atacado por una banda de ladrones. El alcalde con sus alguaciles acude al incidente y tras identificar a Don Luis, lo apresa por orden de su padre.

### Acto segundo
(Patio de la venta de la Primera Parte del Quijote. Es de noche y amanece al final del acto)
Tras una escena mímica en que Don Quijote da el discurso de las armas y las letras, unos estudiantes tratan de cortejar a Chacona y Mari Blanca, a quienes proponen bailar. Entra un grupo de pícaros y de mujeres que se disputan unas deudas. Los estudiantes intentar mediar simulando un juicio, que en realidad es una farsa para sacar dinero. Nadie acepta el veredicto (señores estudiantes, esto no puede ser; pues esto no es justicia, bien lo sabéis. Esta farsa no tiene fuero ni autoridad, y como todo es farsa, ninguno ha de pagar).
Enmedio del tumulto, entra don Luis disfrazado como mozo de mulas, zanja la discusión diciendo que pagará todo (aria del mozo de mulas). También entra Antón Pintado, un pícaro amante de La Chacona. Comienza la Danza Popular, mientras don Luis le explica mímicamente el plan para huir con Doña Clara. Durante la danza también hay acciones mímicas de personajes quijotescos. Al final, Don Quijote expulsa a la gente del patio.
Al amanecer, Don Luis interpreta la canción Marinero soy de amor, tomada del Quijote, acompañado por el coro. Doña Clara baja al patio. Aunque duda, decide irse con Don Luis. Ambos cantan un dúo romántico e inician la huida.
Llegan a la venta dos criados de Don Álvaro de Vargas, el padre de Don Luis. Preguntan por éste al ventero, quien no sabe dar respuesta y les propone que hablen directamente con el Oídor. Éste no se cree lo que oye y va a buscar a su hija Clara, comprobando que no está. Un estudiante beodo le cuenta lo ocurrido. El Oídor parte en busca de los huidos con sus criados. Mientras, el ventero intenta que los estudiantes y los pícaros paguen su estancia, pero estos alegan que al no cenar ni dormir no deben pagar, por lo que atan y encierran al ventero. Después cantan un himno a vividores, estudiantes y pícaros.

### Acto tercero
(Puertas del convento de Santa Clara).
Una hermana reparte la sopa boba a unos mendigos, quienes dan las gracias y posteriormente entonan un coro. Al convento llegan el Oídor y quien cree que es su hija, que en realidad es la Chacona disfrazada. Aparecen Don Álvaro y Don Luis. Don Álvaro intenta convencer al Oídor de acepte el amor de sus hijos y perdone a Doña Clara, pero el Oídor se muestra inflexible. Entran al convento la Chacona disfraza, el Oídor y la dueña. Don Álvaro y Don Luis se retiran. Llega Doña Clara, arrepentida, dispuesta a entrar en el convento para expiar sus culpas. Aparece desesperado Don Luis, quien recuerda a Doña Clara el amor que le profesaba.
Mari Blanca y Antón Pintado inician la huida de la Chacona del convento. Hay una gran confusión, tocan las campanas y las monjas salen pidiendo ayuda al Santo Oficio. Un inquisidor pide explicaciones a la abadesa, quien relata una doncella había comenzado a dar gritos y que había fantasmas. El coro repite la explicación, pero al final deducen que es la hija del Oídor quien se ha escapado, terminando gritando si es asi,¡gloria al amor! ¡gloria al amor!
Tras el apoteosis final, vuelve a subir el telón y en una última escena mímica, el cura casa a Don Luis y Doña Clara ante la presencia de Don Quijote. Los padres caen arrodillados.

## Discografía
- Spanish Classics. Antonio José. Sinfonía Castellana. Evocaciones. El mozo de mulas. Castile And León Symphony Orchestra. Alejandro Posada. Naxos, 2005.

- Antonio José. El mozo de mulas. Orquesta Sinfónica de Burgos. Francisco Corujo (tenor). Alicia Amo (soprano). Coro de la Federación Coral Burgalesa. Director: Javier Castro. Fundación Caja de Burgos, 2017.